# Цефалокариди
Цефалокариди (Cephalocarida) — клас ракоподібних.

## Опис
Це дрібні рачки довжиною тіла від 2,0 до 3,7 мм. Мають велику голову, задній край якої нависає над першим грудним сегментом. Очей в них немає. Задні антени розташовані позаду рота. У всіх інших ракоподібних в дорослому стані обидві пари антен знаходяться перед ротом, і тільки у личинок вони займають таке ж положення, як у дорослих цефалокарид. За великою верхньою губою відкривається рот, по краях якого поміщаються жвали. Передні щелепи маленькі, а задні мають таку ж будову, як наступні за ними грудні ніжки: велика основна частина, забезпечена внутрішніми виростами, що служать для пересування, розчленована внутрішня гілка і дві листоподібні зовнішні лопасті. Подібність у будові і функціях щелеп і грудних ніжок може вважатися ознакою примітивної організації; у цефалокарид щелепи ще не досягли того ступеня спеціалізації, якої вони досягли у інших ракоподібних. Грудний відділ складається з 8 сегментів. Грудні ніжки роблять такі ж рухи, як у зяброногих рачків. Вони згинаються послідовно, викликаючи струм води, спрямований вперед, до рота. При згинанні ніжок назад вода з боків спрямовується між ними, а при їх згинанні вперед вода проштовхується також вперед. Осідаючі при цьому на щетинки зважені частинки потрапляють в рот і поїдаються. Кінцівки останнього, грудного сегмента недорозвинені або відсутні. Черевце вужче й довше грудного відділу. У нього входить 11 сегментів, воно закінчується фуркальними гілками, озброєними незвичайно довгими щетинками.

## Спосіб життя
Цефалокариди — гермафродити. У яйцевих мішки одночасно розвивається тільки один (або пара) ембріон, але зате деякі види, наприклад Lightiella incisa, розмножуються цілий рік. З яєць видзьобуються личинки (метанаупліус), що нагадують дорослих, але мають менше сегментів, їхні антени і жвали розвинені повністю, а обидві пари щелеп зачаточні. Подальший розвиток відбувається дуже плавно: з кожним наступним линянням додається 1-2 сегмента тіла, і так само поступово збільшується число кінцівок. В одних видів через 13, в інших через 18 линянь рачки досягають статевої зрілості. Личинки, так само як і дорослі, ведуть донний спосіб життя. Вони не схожі на наупліусов зяброногих ракоподібних, оскільки мають порівняно довгі розчленовані антени, коротку основу задніх антен і двогілясті жвали. Ці ознаки властиві наупліусам інших ракоподібних.

## Поширення
Описано понад 10 видів цефалокарид. Перший відкритий Сандерсом вид цефалокарид — Hutchinsoniella macracantha — був зібраний на мілководді. Більшість подальших знахідок також відносяться до невеликої глибини. Але в 1962 р Хесслері Сандерс виявив Н. macracantha біля берегів Нової Англії на глибині 300 м, а в 1973 р — новий вид Sandersiella bathyalis біля узбережжя Південно-Західної Африки на глибині 1227—1559 м.
Цефалокариди зустрічаються на східному узбережжі Північної і Південної Америки, в затоці Сан-Франциско, в Карибському морі, в Мексиканській затоці, біля узбережжя Західної Африки, Перу, Нової Зеландії, біля берегів Нової Каледонії і біля південного узбережжя Японії. Можна припустити, що згодом цефалокариди будуть виявлені і в інших районах Світового океану.

## Філогенія
Порівняння ознак цефалокарид та інших ракоподібних показує, що цефалокариди займають центральне положення в цьому класі. З кінцівок цефалокарид можна вивести всі типи кінцівок, властиві різним підкласам і рядам ракоподібних. Особливо подібні і за формою, і за функціями кінцівки цефалокарид і зяброногів. Будовою голови і заднього кінця тіла цефалокариди нагадують веслоногих. Багато спільного у них і з личинками вищих ракоподібних. По всій імовірності, цефалокариди зберегли багато ознак, якими володіли колись існували спільні предки всіх ракоподібних.

## Класифікація
- Hutchinsoniellidae Sanders, 1955
  - Рід Chiltonella Knox & Fenwick, 1977
    - Chiltoniella elongata Knox & Fenwick, 1977 — Нова Зеландія

  - Рід Hampsonellus Hessler & Wakabara, 2000
    - Hampsonellus brasiliensis Hessler & Wakabara, 2000 — Бразилія

  - Рід Hutchinsoniella Sanders, 1955
    - Hutchinsoniella macracantha Sanders, 1955 — Бразилія

  - Рід Lightiella Jones, 1961
    - Lightiella floridana McLaughlin, 1976 — Мексика, Флорида
    - Lightiella incisa Gooding, 1963 — Карибський басейн
    - Lightiella magdalenina Carcupino, Floris, Addis, Castelli & Curini-Galletti, 2006 — Європа
    - Lightiella monniotae Cals & Delamare Deboutteville, 1970
    - Lightiella serendipita Jones, 1961 — Каліфорнія (США)

  - Рід Sandersiella Shiino, 1965
    - Sandersiella acuminata Shiino, 1965 — Японія
    - Sandersiella bathyalis Hessler & Sanders, 1973 — Бразилія
    - Sandersiella calmani Hessler & Sanders, 1973
    - Sandersiella kikuchii Shimomura & Akiyama, 2008